# Piotr II Sycylijski
Piotr II Sycylijski (wł. Pietro II di Sicilia) – król Sycylii 1321/1337–1342 z dynastii barcelońskiej.
Urodzony w 1304 roku. Był najstarszym synem króla Sycylii Fryderyka II (zwanego niekiedy Fryderykiem III) i Eleonory (żyła 1289-1341), córki króla Neapolu Karola II Kulawego z dynastii Andegaweńskiej. Piotr II miał liczne rodzeństwo, min. książąt Aten Manfreda (zm. 1317) i Wilhelma (zm. 1338), księcia Aten Jana (zm. 1348), późniejszego regenta Królestwa Sycylii, królową Cypru Konstancję (zm. 1344), księżną Bawarii Elżbietę (zm. 1349), księżną Palatynatu Małgorzatę (zm. 1360).
Ojciec Piotra, Fryderyk II był kolejnym przedstawicielem dynastii władającej Królestwem Aragonii, panującej na Sycylii odkąd w 1282 Aragonia zdobyła wyspę należącą wcześniej do francuskiej dynastii Andegawenów. Po wieloletnich walkach pomiędzy Fryderykiem II a Karolem II Andegawenem, zwanym Kulawym, został podpisany w 1302 traktat w Caltabellotcie, który przyznał Fryderykowi II władzę na Sycylii z kompromisowym tytułem "króla Trinacrii", jak zwano Sycylię od jej trójgraniastego kształtu. Zastrzeżono jednak, iż władza Fryderyka na wyspie miała być dożywotnia, a nie dziedziczna, a po śmierci Fryderyka wyspiarskie królestwo miało wrócić pod władzę Andegawenów, nadal panujących w kontynentalnej części królestwa, zwanej odtąd nieformalnie Królestwem Neapolu. Owocem tego traktatu był sam Piotr II, którego ojciec wykonując postanowienia traktatu poślubił księżniczkę Eleonorę neapolitańską, córkę swego przeciwnika – Karola II Kulawego.
Pokój między Sycylią a Neapolem nie trwał długo. Panujący w Neapolu następca Karola II Kulawego (zm. 1309) jego syn Robert I Mądry, zaniepokojony sojuszem jaki Fryderyk II zawarł z cesarzem Henrykiem VII, w 1314 roku najechał na Sycylię. Walki Sycylijczyków z Robertem Mądrym, popieranym przez Francję i papiestwo, trwały przez kolejne dziesięciolecie. W 1321 roku Fryderyk II chcąc umocnić pozycję swego rodu mianował za zgodą możnych swego najstarszego syna współwładcą Sycylii i uznał prawa królów Aragonii do dziedziczenia na wypadek wygaśnięcia jego rodu. Podczas kolejnych walk z Andegawenami Piotr dał się poznać jako dowódca floty morskiej, w 1327 roku dowodził flotą, która wspomagała króla Niemiec Ludwika IV w czasie jego wyprawy do Włoch po koronę cesarską.
Schyłek panowania Fryderyka II (zm. 1337) to okres osłabienia władzy królewskiej. Ojciec Piotra II, chcąc zachować królestwo dla swego rodu, poczynił wiele ustępstw na rzecz szlachty i baronów. Gdy po śmierci swego ojca Piotr II objął pełnię władzy na wyspie, toczyły się tam walk wewnętrzne pomiędzy rodzinami Chiaramonte a Ventimiglia. Lawirując pomiędzy tymi stronnictwami, które nie wahały się szukać pomocy poza krajem, np. u neapolitańskich Andegawenów, Piotr II obdarowywał przywilejami i nadaniami ziemskimi raz jedną partię, raz drugą. W konsekwencji prowadziło to do coraz większego osłabienia autorytetu władzy króla, który nie potrafił zapobiec walkom i grabieniu ludności przez żołdaków pozostających na usługach baronów.
Na domiar złego Piotr II musiał borykać się z nieustającymi roszczeniami do wyspy Roberta Mądrego, ciągle popieranego przez papiestwo, które sycylijskie królestwo uważało za swoje lenno. Piotr II kontynuował politykę zagraniczną swego ojca opierając się na sojuszu cesarzem Ludwikiem IV Bawarskim, którego zwalczał papież Benedykt XII, forsujący na tron cesarski Roberta Mądrego. Papież, nie mogąc pogodzić się z oddaniem Sycylii w lenno cesarskie przez Fryderyka II, ogłosił, iż pozbawia Piotra II praw do tronu, ogłosił go niezdolnym do sprawowania władzy, a następnie w 1338 roku nałożył na niego ekskomunikę. Poczynania papieża miały ułatwić zadanie Robertowi Mądremu, który w tym samym roku podjął kolejną próbę inwazji na Sycylię, powtórzoną cztery lata później, kiedy to Andegawen zdołał zająć miasto Milazzo, jednak Piotrowi udało się utrzymać władzę na wyspie.
Przeczuwając zbliżającą się śmierć król ustanowił swego brata Jana regentem królestwa, na czas małoletniości swego syna Ludwika I. Piotr II zmarł 15 sierpnia 1342.
Żoną Piotra II była Elżbieta z Karyntii, córka Ottona II księcia Karyntii, hrabiego Tyrolu i Eufemii z wrocławskich Piastów (córka księcia Henryka V Grubego).
Dziećmi Piotra II i Elżbiety były:
- Konstancja – regentka królestwa 1352-1354, zm. 1355
- Eleonora – żona króla Aragonii Piotra IV, zm. 1375
- Beatrycze – żona księcia Palatynatu Ruprechta II, zm. 1365
- Eufemia – regentka królestwa 1355-1357, zm. 1359
- Ludwik I Sycylijski – król Sycylii 1342-1355, zm. 1355
- Fryderyk III Prosty – król Sycylii 1355-1377, zm. 1377
- Blanka – żona hrabiego Jana de Aragon (wnuk króla Aragonii Jakuba II), zm. 1372/1374